# 332 v.Chr.

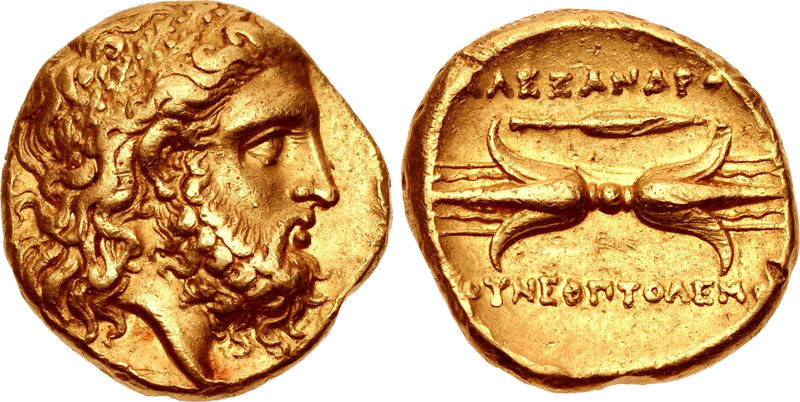
Alexander I van Epirus (r. 343 - 330)

Het jaar 332 v.Chr. is een jaartal volgens de christelijke jaartelling.

## Gebeurtenissen

### Midden-Oosten
- Alexander de Grote verovert Tyrus na zeven maanden in het beleg van Tyrus, het Macedonische leger plundert de stad. Alle mannelijke inwoners worden gekruisigd en de overlevenden als slaven afgevoerd. Tijdens het beleg komen 8.000 Tyriërs om het leven.
- In Palestina raakt Alexander de Grote bij het beleg van Gaza aan zijn schouder gewond.
- De Macedonische generaal Parmenion wordt benoemd tot gouverneur van Syrië.
- Alexander de Grote verovert Egypte, de Egyptenaren begroeten hem als bevrijder. In Memphis brengt hij offergaven aan de Egyptische goden.
- In de oase van Siwa bewijst Alexander de Grote de eer aan de Egyptische god Amon en wordt hij erkend als zoon van Zeus.
- De havenstad Alexandrië aan de Nijldelta wordt gesticht, Dinocrates krijgt de opdracht om van deze metropolis een wereldstad te maken.

### Italië
- Tarentum vraagt om militaire steun aan Alexander I van Epirus, hij stuurt een expeditieleger naar Zuid-Italië.